# Ectodini
Ectodini là tông của họ Cá hoàng đế và là loài đặc hữu ở hồ Tanganyika, Đông Phi. Hầu hết các chi là dạng monotypic.

## Phân loài
- Aulonocranus dewindti (monotypic)
- Callochromis (4 loài)
- Cardiopharynx schoutedeni (monotypic)
- Cunningtonia longiventralis (monotypic)
- Cyathopharynx (monotypic)
- Ectodus descampsii (monotypic)
- Grammatotria (monotypic)
- Lestradea (2 loài)
- Ophthalmotilapia (4 loài)
- Xenochromis hecqui (monotypic)
- Xenotilapia (13 loài)

## Hình ảnh

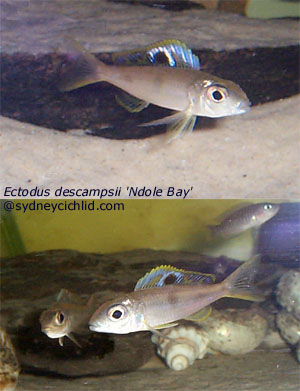
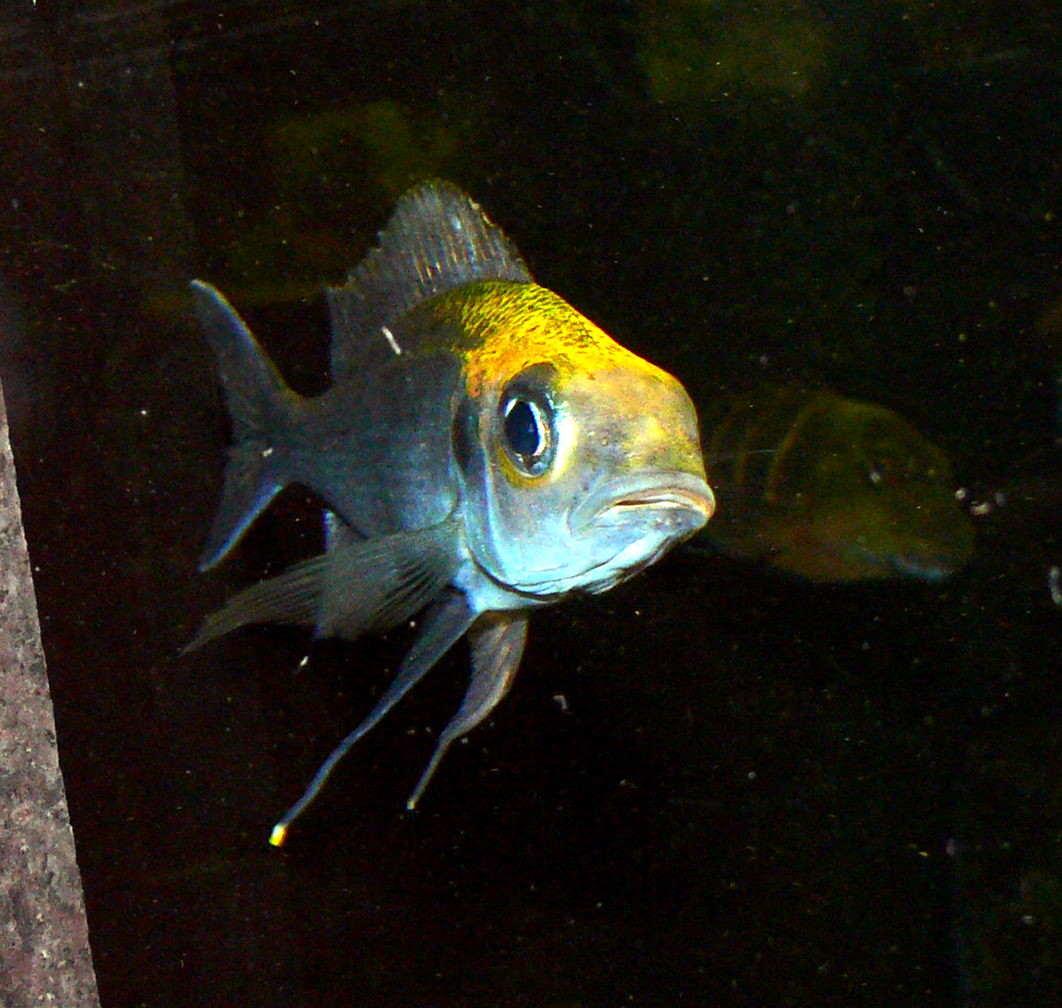